# 華語文學傳媒大獎
華語文學傳媒大獎，2020年更名为南方文学盛典，由《南方都市報》在2003年斥資設立，每年評選去年度的優秀作家，為中國首個由大眾傳媒設立、及有公正人員參與評選全過程的年度文學獎項，设立时是大陸獎金最高的雅文學大獎。

## 年度傑出作家
注：第一屆至第三屆名為“年度傑出成就獎”，第四屆起更名為“年度傑出作家”。2020年“華語文學傳媒大獎”更名為“南方文學盛典”。
- 第一屆 / 2002年度 - 史鐵生 《病隙碎筆》
- 第二屆 / 2003年度 - 莫言 《四十一炮》、《豐乳肥臀》（增補本）
- 第三屆 / 2004年度 - 格非 《人面桃花》
- 第四屆 / 2005年度 - 賈平凹 《秦腔》
- 第五屆 / 2006年度 - 韓少功 《山南水北》
- 第六屆 / 2007年度 - 王安忆 《启蒙时代》
- 第七屆 / 2008年度 - 阿來 《空山》
- 第八屆 / 2009年度 - 苏童 《河岸》
- 第九屆 / 2010年度 - 张炜 《你在高原》
- 第十屆 / 2011年度 - 方方 《武昌城》《民的1911》
- 第十一屆 / 2012年度 - 翟永明 《翟永明的诗》
- 第十二屆 / 2013年度 - 余華 《第七天》
- 第十三屆 / 2014年度 - 賈平凹 《老生》
- 第十四屆 / 2015年度 - 歐陽江河 《大是大非》
- 第十五屆 / 2016年度 - 于堅 《闪存》《朝苏记》《并非所有的沙都被风吹散——西行四章》
- 第十六屆 / 2017年度 - 葉兆言 《刻骨铭心》《站在金字塔尖上的人物》《乡关何处》
- 第十七屆 / 2018年度 - 李洱 《应物兄》
- 2019年度 - 麦家 《人生海海》
- 2020年度 - 冯骥才 《艺术家们》

## 年度小說家
- 第一屆 / 2002年度 - 韓少功 《暗示》
- 第二屆 / 2003年度 - 韓東 《扎根》
- 第三屆 / 2004年度 - 林白 《婦女閒聊錄》
- 第四屆 / 2005年度 - 東西 《後悔錄》
- 第五屆 / 2006年度 - 北村 《我和上帝有个约》
- 第六屆 / 2007年度 - 麦家 《风声》
- 第七屆 / 2008年度 - 空缺（畢飛宇 （《推拿》）放棄領獎）
- 第八屆 / 2009年度 - 张翎 《金山》
- 第九屆 / 2010年度 - 魏微 《沿河村纪事》《姐姐》
- 第十屆 / 2011年度 - 杨显惠 《甘南纪事》
- 第十一屆 / 2012年度 - 金宇澄 《繁花》
- 第十二屆 / 2013年度 - 田耳 《天体悬浮》
- 第十三屆 / 2014年度 - 徐則臣 《耶路撒冷》
- 第十四屆 / 2015年度 - 路內 《慈悲》
- 第十五屆 / 2016年度 - 張悅然 《繭》
- 第十六屆 / 2017年度 - 嚴歌苓 《芳華》
- 第十七屆 / 2018年度 - 陈继明 《七步镇》
- 2019年度 - 万玛才旦 《乌金的牙齿》
- 2020年度 - 胡学文 《有生》

## 年度詩人
- 第一屆 / 2002年度 - 于堅 《澳洲五首》《长安行》《新诗作11首》
- 第二屆 / 2003年度 - 王小妮 《十枝水蓮》
- 第三屆 / 2004年度 - 多多 《多多小辑》
- 第四屆 / 2005年度 - 李亚伟 《豪猪的诗篇》
- 第五屆 / 2006年度 - 雷平阳 《雷平阳诗选》
- 第六屆 / 2007年度 - 杨键 《古桥头》
- 第七屆 / 2008年度 - 臧棣 《宇宙是扁的》
- 第八屆 / 2009年度 - 朵渔 《朵渔的詩》《高启武传》
- 第九屆 / 2010年度 - 歐陽江河 《泰姬陵之淚》
- 第十屆 / 2011年度 - 黄灿然 《我的灵魂》
- 第十一屆 / 2012年度 - 沈浩波 《文楼村纪事》
- 第十二屆 / 2013年度 - 张执浩 《宽阔》
- 第十三屆 / 2014年度 - 沈苇 《沈苇诗选》
- 第十四屆 / 2015年度 - 宇向 《向他們湧來》
- 第十五屆 / 2016年度 - 陈先发 《裂隙与巨眼》
- 第十六屆 / 2017年度 - 蓝蓝 《唱吧，悲伤》
- 第十七屆 / 2018年度 - 陈东东 《海神的一夜》
- 2019年度 - 宋琳 《宋琳诗选》
- 2020年度 - 吕德安 《傍晚降雨：吕德安四十年诗选》

## 年度散文家
- 第一屆 / 2002年度 - 李國文 《中国文人的非正常死亡》
- 第二屆 / 2003年度 - 余光中 《左手的掌纹》
- 第三屆 / 2004年度 - 南帆 《关于我父母的一切》
- 第四屆 / 2005年度 - 徐曉 《半生為人》
- 第五屆 / 2006年度 - 李辉 《收获》杂志“封面中国”系列散文
- 第六屆 / 2007年度 - 舒婷 《真水无香》
- 第七屆 / 2008年度 - 李西闽 《幸存者》
- 第八屆 / 2009年度 - 張承志 《敬重与惜别——致日本》
- 第九屆 / 2010年度 - 齊邦媛 《巨流河》
- 第十屆 / 2011年度 - 赵越胜 《燃灯者：忆周辅成》
- 第十一屆 / 2012年度 - 梁鸿 《出梁庄记》
- 第十二屆 / 2013年度 - 李辉 《绝响：八十年代亲历记》
- 第十三屆 / 2014年度 - 毛尖 《有一只老虎在浴室》
- 第十四屆 / 2015年度 - 趙柏田 《南华录：晚明南方士人生活史》
- 第十五屆 / 2016年度 - 李敬澤 《十月》杂志“会饮记”专栏系列文章
- 第十六屆 / 2017年度 - 周晓枫 《有如候鸟》
- 第十七屆 / 2018年度 - 罗新 《从大都到上都：在古道上重新发现中国》
- 2019年度 - 李修文 《致江东父老》
- 2020年度 - 黄灯 《我的二本学生》

## 年度文學評論家
- 第一屆 / 2002年度 - 陳曉明 《表意的焦虑——历史祛魅与当代文学变革》
- 第二屆 / 2003年度 - 王尧 《韓少功王尧對話錄》《李銳王尧對話錄》《莫言王尧對話錄》
- 第三屆 / 2004年度 - 李敬澤 《见证一千零一夜》《文学：行动与联想》
- 第四屆 / 2005年度 - 张新颖 《双重见证》《沈从文精读》
- 第五屆 / 2006年度 - 王德威 《当代小说二十家》
- 第六屆 / 2007年度 - 陈超 《中国先锋诗歌论》
- 第七屆 / 2008年度 - 耿占春 《失去象征的世界——诗歌、经验与修辞》
- 第八屆 / 2009年度 - 郜元宝 《不够破碎》《汉语之命运——百年未完的争辩》《当思古鼎初造时》
- 第九屆 / 2010年度 - 張清華 《猜测上帝的诗学》
- 第十屆 / 2011年度 - 李静 《捕风记：九评中国作家》
- 第十一屆 / 2012年度 - 孟繁华 《文学革命终结之后：新世纪文学论稿》
- 第十二屆 / 2013年度 - 孫郁 《写作的叛徒》
- 第十三屆 / 2014年度 - 李洁非 《文学史微观察》
- 第十四屆 / 2015年度 - 唐曉渡 《先行到失敗中去》
- 第十五屆 / 2016年度 - 江弱水 《湖上吹水录》
- 第十六屆 / 2017年度 - 敬文东 《感叹诗学》
- 第十七屆 / 2018年度 - 黄德海 《诗经消息》《驯养生活》《泥手赠来》
- 2019年度 - 周明全 《中国小说的文与脉》
- 2020年度 - 姜涛 《从催眠的世界中不断醒来：当代诗的限度及可能》《历史“深描”中的观念与诗》

## 年度最具潛力新人
- 第一屆 / 2002年度 - 盛可以 《水乳》
- 第二屆 / 2003年度 - 須一瓜 《淡绿色的月亮》《蛇宫》
- 第三屆 / 2004年度 - 張悅然 《十愛》
- 第四屆 / 2005年度 - 李師江 《逍遙遊》
- 第五屆 / 2006年度 - 乔叶 《打火机》《锈锄头》
- 第六屆 / 2007年度 - 徐则臣 《午夜之门》《苍声》《人间烟火》《把脸拉下》
- 第七屆 / 2008年度 - 塞壬 《下落不明的生活》
- 第八屆 / 2009年度 - 笛安 《西决》
- 第九屆 / 2010年度 - 七堇年 《尘曲》
- 第十屆 / 2011年度 - 阿乙 《寡人》
- 第十一屆 / 2012年度 - 颜歌 《段逸兴的一家》
- 第十二屆 / 2013年度 - 赵志明 《我亲爱的精神病患者》
- 第十三屆 / 2014年度 - 文珍 《我们夜里在美术馆谈恋爱》
- 第十四屆 / 2015年度 - 蔡東 《我想要的一天》
- 第十五屆 / 2016年度 - 双雪涛 《天吾手记》《聋哑时代》《平原上的摩西》
- 第十六屆 / 2017年度 - 郝景芳 《人之彼岸》
- 第十七屆 / 2018年度 - 班宇 《冬泳》
- 2019年度 - 曾铮 《四月在愚人船》
- 2020年度 - 林棹 《流溪》